# سباركي لينكس
سباركي لينكس (بالإنجليزية: SparkyLinux) هي توزيعة لينكس مبنية على
دبيان وتستخدم مستودعات دبيان وما يميزها عن دبيان أنه يمكن تعديلها كثيرًا وسهلة
و يوجد منه اصدران متدحرج أو مستقر حسب الطلب.

## البداية
بدأ المشروع عام 2011 تحت اسم اوبنوتو ريمكس 17 مع بيثة Enlightenment و بعد أشهر تحولت الدبيان وتغير اسمه إلى سباركي

## بيئات سطح المكتب
ياتي سباركي بواجهة لكسدي التي هي الواجهة الرسمية المعتمدة، لكن يوفر المشروع عدة واجهات أخرى. تمكنك من اختيار بيئة سطح المكتب التي تفضل، والانتقال بين بيئات سطح مكتب عدة مثل التوزيعة الام دبيان.
ويوفر المشروع أيضا مدراء نوافذ عدة.
- الواجهات المتوفرة مثل:
- (جنوم: GNOME) الواجهة الافتراضية.
- (كيدي: KDE)

- (اكسفس: Xfce)
- (إل إكس دي إي: LXDE)
- (إنليتمنت: Enlightenment)
- مدراء النوافذ المتوفرين مثل:
- اوبن بوكس (OpenBox)
- فلكس بوكس (Fluxbox)
- ايس دبليو ام (IceWM)
- جنو ستب (GNUstep)
- ويندوز ميكر (Window Maker)
- (awesome)

## وصلات خارجية
- الموقع الرسمي

1. ↑  وصلة مرجع: https://sparkylinux.org/sparky-7-5/.